# Kannonzaki-Leuchtturm
Der Kannonzaki-Leuchtturm (jap. 観音埼灯台, Kannonzaki tōdai) wurde 1869 am Kannon-Kap (Kannonzaki) auf der Miura-Halbinsel (Präfektur Kanagawa, Japan) errichtet. Der Leuchtturm ist der älteste japanische Leuchtturm europäischer Bauart und noch heute in Betrieb.

## Geschichte
Durch den Anglo-Japanese Treaty of Amity and Commerce (日英修好通商条約, Nichiei shūkō tsūshō jōyaku) von 1858 hatte sich das Tokugawa-Shogunat dazu verpflichtet seine Handelshäfen den westlichen Mächten zu öffnen. Der Vertrag beinhaltete auch die Schaffung von Leuchtfeuern und Leuchttürmen als Navigationshilfen an der japanischen Küste. Hieraus resultierten die Planungen für verschiedene Leuchttürme in der Bucht von Tokio. 
Da die technischen Aspekte des Leuchtturmbaus in Japan bisher unbekannt waren, wurden Experten aus Großbritannien und Frankreich zur Unterstützung angefordert. Diese sollten insbesondere die Planung der Bauwerke und den Erwerb der erforderlichen Ausrüstung unterstützen. Die Wirren der nächsten Jahre bis zur Meiji-Restauration behinderten die Planungen für den Leuchtturmbau nachhaltig, sodass erst im November 1868 mit dem Bau des Kannonzaki-Leuchtturms als erstem Leuchtturm in Japan begonnen wurde. Die Bauleitung übernahm der Franzose Léonce Verny, der mit vielen Bauvorhaben der beginnenden japanischen Modernisierung betraut war. Am 2. Februar 1869 wurde nach viermonatiger Bauzeit erstmals das Leuchtfeuer des Leuchtturmes entzündet. Im Dezember des gleichen Jahres folgte als zweiter Leuchtturm Japans der ebenfalls von Verny erbaute Nojimazaki-Leuchtturm, der heute ebenfalls noch erhalten ist.
Am 26. April 1922 wurde der Leuchtturm durch ein Erdbeben zerstört. Hierfür war die Konstruktion in Ziegelbauweise ursächlich, die sich als nicht genügend erdbebensicher erwies. Der Leuchtturm wurde in Zementbauweise neu errichtet, welche jedoch durch das Große Kantō-Erdbeben am 1. September 1923 teilweise einstürzte. Am 1. Juni 1925 wurde der Leuchtturm in seiner heutigen Form wieder in Betrieb genommen.

## Ausstattung
Neben dem eigentlichen Leuchtturm gehören auch das Haus des Leuchtturmwärters und ein Gebäude des maritimen Verkehrskontrollzentrums für die Bucht von Tokio zum Kannonzaki-Leuchtturm. Das Leuchtfeuer des Turms ist durch zwei weiße Lichtblitze alle 15 Sekunden charakterisiert. Es ist mit einer Lichtstärke von 140.000 Candela bis zu 19 nautische Meilen (35 km) sichtbar.